# Kepler-4
Kepler-4 é uma estrela parecida com o Sol localizada a cerca de 1630 anos-luz da Terra na  constelação de Draco. Está no campo de visão da missão Kepler, que é operada pela NASA com o objetivo de achar planetas parecidos com a Terra. Kepler-4b, um planeta extrassolar do tamanho de Netuno que orbita Kepler-4 em uma órbita extremamente pequena, foi anunciado em 4 de janeiro de 2010. Kepler-4b foi o primeiro planeta descoberto pela sonda Kepler, e sua confirmação ajudou a demonstrar a eficácia da nave.

## Nomenclatura e história
Kepler-4 foi nomeado a partir da sonda Kepler, que é operada pela NASA com o objetivo de achar planetas parecidos com a Terra que transitam suas estrelas. Como os três primeiros planetas que a sonda Kepler confirmou já tinham sido descobertos, Kepler-4b foi o primeiro planeta descoberto pela equipe Kepler. A estrela e seu planeta foram anunciados em Washington, D.C. em um encontro de astrônomos em 4 de janeiro de 2010, junto com Kepler-5, Kepler-6, Kepler-7 e Kepler-8. Dos planetas anunciados, Kepler-4b é o menor, com cerca do tamanho de Netuno. A descoberta de Kepler-4b e dos outros planetas anunciados nesse encontro ajudou a confirmar a eficácia da sonda.

## Características

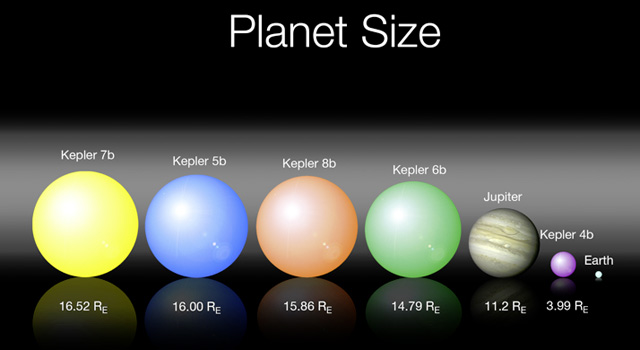
Comparação de tamanho entre os cinco primeiros planetas descobertos pela missão Kepler. Kepler-4b é o menor dos cinco, destacado em roxo.

Kepler-4 é uma estrela de classe G0, sendo parecida com o Sol, porém um pouco mais brilhante. Possui 1,223 massas solares e 1,487 raios solares, ou 122% da massa e 148% do raio do Sol. Com uma metalicidade de 0,17 ± 0,06 [Fe/H], Kepler-4 é 48% mais rica em metais que o Sol. Kepler-4 possui uma idade de 4,5 ± 1,5 bilhões de anos. O Sol, por comparação, possui uma idade de 4,6 bilhões de anos. A temperatura efetiva de Kepler-4 é de 5857 ± 120 K, enquanto que a da Sol é de 5778 K.
Kepler-4 possui uma magnitude aparente de 12,7, e não é visível a olho nu.

## Sistema planetário
A descoberta de Kepler-4b foi anunciada em 4 de janeiro de 2010. O planeta é do tamanho de Netuno, e tem uma massa de 0,077 MJ (7% da massa de Júpiter) e um raio de 0,357 RJ (36% do raio de Júpiter). Orbita Kepler-4 em 3,214 dias a 0,045 UA da estrela. Mercúrio, por comparação, está a 0,39 UA do Sol. A excentricidade de Kepler-4 é assumida em 0, o que dá ao planeta uma órbita circular. A temperatura do planeta é assumida em 1650 K, muito mais quente que Jupiter, com 124 K (não considerado seu aquecimento interno e atmosfera).
| Planeta | Massa    | Raio     | Semieixo maior (UA) | Período orbital (dias) | Excentricidade | Inclinação |
| ------- | -------- | -------- | ------------------- | ---------------------- | -------------- | ---------- |
| b       | 0,077 MJ | 3,878 R⊕ | 0,558               | 3,2135                 | 0              | 89,76°     |